# Exochus dominus
Exochus dominus är en stekelart som beskrevs av André Seyrig 1934. Exochus dominus ingår i släktet Exochus och familjen brokparasitsteklar. Inga underarter finns listade i Catalogue of Life.